# Lamplalm
Die Lamplalm (auch: Sixnbaueralm) ist eine Alm in der Gemeinde Oberaudorf.
Die Almhütte der Lamplalm steht unter Denkmalschutz und ist unter der Nummer D-1-87-157-113 in die Bayerische Denkmalliste eingetragen.

## Baubeschreibung
Bei der ehemaligen Almhütte auf der Lamplalm handelt es sich um einen Flachsatteldachbau mit verbrettertem Giebelfeld. Die Firstpfette ist mit dem Jahr 1835 bezeichnet.

## Heutige Nutzung
Die Lamplalm wird von der Schönaualm aus mitbestoßen.

## Lage
Die Lamplalm liegt im Mangfallgebirge nördlich des Großen Traithen im Skigebiet am Sudelfeld auf einer Höhe von 1180 m ü. NN.